# IrCOMM
Das IrCOMM beschäftigt sich mit der Anbindung des IrDA-Protokoll-Stacks in vorhandene Computersysteme.
Unterstützt werden sowohl serielle als auch parallele Centronics-Schnittstellen.
Es werden vier unterschiedliche Schnittstellen unterstützt:
1. 3-Wire-Raw: Diese Minimalvariante unterstützt nur einen Datenkanal und hat keinen separaten Steuerkanal. Zur Flusskontrolle wird IrLAP verwendet. Diese Schnittstelle kann sowohl am seriellen als auch am parallelen Port verwendet werden. Es wird kein Datenformat übertragen.
2. 3-Wire: Diese Variante besitzt einen eigenen Steuerkanal und kann daher eine eigene Flusskontrolle über TinyTP verwenden. Daher sind mehrere virtuelle Verbindungen möglich. Diese Schnittstelle kann sowohl am seriellen als auch am parallelen Port verwendet werden.
3. 9-Wire: Dieses ist die Standardvariante zur Emulation der seriellen Schnittstelle. Die Flusskontrolle wird über TinyTP durchgeführt. Eine separate Steuerleitung überträgt Information über das Datenformat, weitere Steuerdaten wie für eigene Sende- und Empfangsdaten, Request To Send, Clear To Send usw. werden ebenfalls entsprechend dem Standard für die serielle Schnittstelle übertragen.
4. Centronics: Dieses ist die Standardvariante zur Emulation der parallelen Schnittstelle. Centronics ist ein Industriestandard, der sich mittlerweile für parallele Schnittstellen allgemein durchgesetzt hat.